# Leonhard Wilhelm Snetlage
Leonhard Wilhelm Snetlage (* 5. August 1743 in Tecklenburg; † 10. November 1812 in Berlin) war ein  deutscher Romanist und Lexikograf.

## Leben und Werk
Snetlage (auch: Snethlage) war der Sohn eines reformierten Predigers aus Tecklenburg. Er promovierte  in Jura. Von  1793 bis 1804 war er Lektor für Französisch an der Universität Göttingen.
Snetlage publizierte 1795 ein Wörterbuch der durch die Französische Revolution hervorgebrachten Neologismen des Französischen, das sofort plagiiert und in jüngster Zeit neu aufgelegt wurde. Eine (puristische) Replik À Léonard Snetlage (1797, 1998 neu aufgelegt) schrieb  (kurz vor seinem Tod) Giacomo Casanova.
Snetlage war Großonkel von Friedrich Engels.

## Werke

### Das Wörterbuch und seine Plagiate
- Nouveau dictionnaire français contenant les expressions de nouvelle création du peuple français. Ouvrage additionnel au Dictionnaire de l'Académie Française et de tout autre vocabulaire. Par Léonard Snetlage, docteur en droit de l'Université de Gottingue, Göttingen  1795 (XV, 250 Seiten)
  - Ferdinand August Gödicke, Neues Französisches Wörterbuch diejenigen Ausdrücke enthaltend, welche entweder der Französischen Revolution ihr Daseyn verdanken, oder deren Bedeutung während derselben geändert ist, Cöthen 1796
  - Friedrich LaCoste, Neues deutsch-französisches Wörterbuch. Ein Hülfsmittel zur bequemern Anwendung der neuern französischen Wörter und Redensarten, Leipzig 1796
    - Neues deutsch-französisches Wörterbuch. Ein Hülfsmittel zur bequemern Anwendung der neuern französischen Wörter und Redensarten. Nach D. Leonard Snetlage Nouveau dictionnaire français contenant les expressions de nouvelle création du peuple français, mit Abkürzungen, Zusätzen und einem französischen Register von Friedrich LaCoste, hrsg. von Karl-Heinz Danner,  Saarbrücken/Straßburg 1996 (226 S.)

### Weitere Werke
- Doctrina De Consensu Tacito Ex Silentio. Dissertatio Iuridica Inauguralis, Harderovici 1764
- Contes politiques et fabuleux du dix-huitième siècle, Berlin 1779
- De ivris vniversi ratione, Halle a. S. 1788
- De Methodo Ius Docendi. Programma Academicum, Halle a. S. 1788 (15 S.)
- Observations sur l'expédition navale des Anglais sur les cotes de la Zelande, accompagnées d'un voyage fait dans ce Païs là, Berlin 1809